# Crisantophis nevermanni
Crisantophis nevermanni är en ormart som beskrevs av Dunn 1937. Crisantophis nevermanni är ensam i släktet Crisantophis som ingår i familjen snokar. Arten tillhör underfamiljen Dipsadinae som ibland listas som familj.
Inga underarter finns listade i Catalogue of Life.
Arten är med en längd omkring 150 cm en medelstor och smal orm. Den förekommer i vid Stilla havet från Guatemala över El Salvador, västra Honduras och Nicaragua till Costa Rica. Habitatet utgörs av torra skogar. Crisantophis nevermanni äter främst av groddjur och ödlor. Antagligen lägger honor ägg. Denna orm lever i låglandet och i bergstrakter upp till 1385 meter över havet. I sällsynta fall besöks fuktiga skogar. Individerna är dagaktiva och de vistas främst på marken. Crisantophis nevermanni håller sig vid flodbädd som kan vara utan vatten under den torra perioden.
Arten är allmän sällsynt men det är inga hot för beståndet kända. IUCN listar Crisantophis nevermanni som livskraftig (LC).